# رنز (جورجیا)
رنز، جورجیا (به انگلیسی: Wrens, Georgia) یک شهر در ایالات متحده آمریکا با جمعیت ۲٬۱۸۷ نفر است که در جورجیا واقع شده‌است.

## موقعیت جغرافیایی
موقعیت جغرافیایی شهرها و مناطق اطراف به شرح زیر است: